# The Kindness of Strangers (Spock's Beard)
The Kindness of Strangers è il terzo album del gruppo neoprogressive statunitense Spock's Beard.

## Tracce
1. The Good Don't Last – 10:04
2. In the Mouth of Madness – 4:46
3. Cakewalk on Easy Street – 5:01
4. June – 5:30
5. Strange World – 4:20
6. Harm's Way – 11:06
7. Flow – 15:48 (testo: Neal Morse, Tony Ray)

Tracce bonus dell'edizione ristampata
1. The Good Don't Last (radio edit) – 3:24
2. In the Mouth of Madness (radio edit) – 3:57
3. Cakewalk on Easy Street (radio edit) – 4:01
4. June (home demo) – 5:31
5. Strange World (home demo) – 4:35

## Formazione
- Neal Morse – voce, pianoforte, sintetizzatori, chitarra acustica
- Alan Morse – chitarra elettrica, violoncello, voce
- Dave Meros – basso, voce
- Ryo Okumoto – organo Hammond, mellotron
- Nick D'Virgilio – batteria, percussioni, voce